# Westminster
Westminster – dzielnica środkowego Londynu, położona na terenie gminy City of Westminster, w przeszłości samodzielne miasto. Przybliżone granice dzielnicy stanowią ulice Vauxhall Bridge Road na południowym zachodzie, Birdcage Walk, Horse Guards Road i Northumberland Avenue na północy oraz rzeka Tamiza na wschodzie.

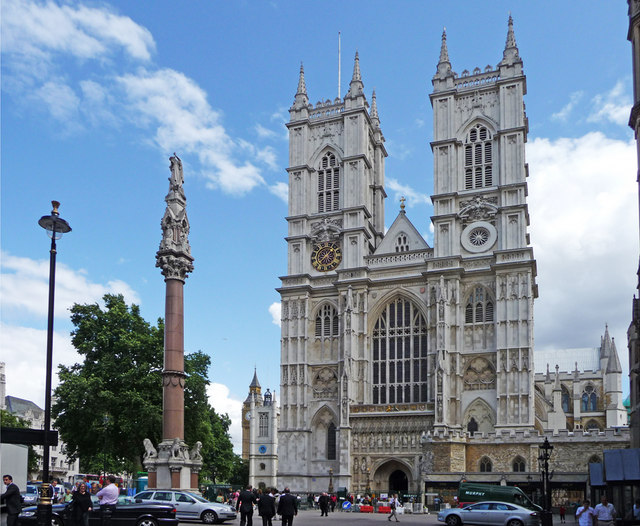
Opactwo Westminsterskie

Na terenie dzielnicy znajduje się m.in. Pałac Westminsterski, będący siedzibą brytyjskiego parlamentu i Opactwo Westminsterskie, a także siedziby brytyjskiego premiera (10 Downing Street), biura spraw zagranicznych (Foreign and Commonwealth Office), ministerstwa skarbu (HM Treasury), admiralicji, londyńskiej policji (Scotland Yard) oraz kontrwywiadu (MI5). Nieopodal znajduje się także Pałac Buckingham.
Najstarsze ślady osadnictwa na terenie Westminsteru pochodzą z czasów rzymskich. Od 785 roku obszar ten należał do mnichów (nazwa dzielnicy oznacza w języku angielskim „zachodni klasztor”). W XI wieku Edward Wyznawca wzniósł tutaj pałac królewski oraz  Opactwo Westminsterskie, które stało miejscem koronacji i pochówku większości angielskich a następnie brytyjskich monarchów. W Domesday Book (1086) Westminster jest wspomniany jako Aecclesia Sancti Petri Westmonasterii. W 1540 roku Westminster otrzymał status city. W 1547 roku pałac stał się siedzibą parlamentu. W 1834 roku niemal doszczętnie spłonął, jego odbudowa trwała do 1860 roku. W 1889 roku Westminster znalazł się w granicach nowo utworzonego hrabstwa County of London, wcześniej znajdując się na terenie hrabstwa Middlesex. Od 1965 roku jest częścią gminy City of Westminster, wchodzącej w skład Wielkiego Londynu.
Na terenie dzielnicy oraz w jej sąsiedztwie znajduje się sześć stacji metra – Charing Cross, Embankment, Pimlico, St. James’s Park, Victoria oraz Westminster.
Na południowy zachód od Westminsteru znajduje się dzielnica Pimlico, na zachód Victoria a na północ St. James’s Park oraz St. James’s.